# Бибилов, Шота Геннадьевич
Шота́ Генна́дьевич Биби́лов (род. 6 августа 1990, Владикавказ) — российский футболист, нападающий.

## Карьера
Начинал заниматься футболом в родном Владикавказе, в футбольной школе «Алания». По достижении 18 лет был приглашён в основную команду, которая на тот момент выступала в первом дивизионе. В дебютном для себя сезоне провёл лишь одну игру, а уже в следующем стал играть гораздо чаще, приняв участие в 13 играх «Алании».
После выхода владикавказского клуба в премьер-лигу практически перестал появляться в основном составе. Первая игра на высшем уровне сложилась для него неудачно. 31 июля 2010 года в матче 15-го тура против грозненского «Терека», выйдя на 72-й минуте на замену, грубо сфолил против Эссаме за что получил прямое удаление с поля, а впоследствии трёхматчевую дисквалификацию. По итогам сезона-2010 «Алания» вылетела в первый дивизион, а Шота перешёл в «Волгу», которая завоевала право выступать в высшей лиге. В июне 2014 года перешёл в казанский «Рубин».
В сентябре 2016 года пополнил ряды нижегородского «Олимпийца».
В 2017 году пополнил ряды астраханского «Волгаря».

## Достижения
- Обладатель Кубка Содружества: 2012
- Лучший игрок Кубка Содружества 2012